# گروه آلکیل

ایزوپروپیل

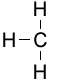
گروه متیل

اگر از مولکول آلکان یک اتم هیدروژن جدا کنیم، باقی‌مانده گروه آلکیل نام دارد. فرمول کلی آلکیل‌ها به صورت CnH2n+1 است.